# Abdul le gros qui roule
 (septembre 2024).
Si vous disposez d'ouvrages ou d'articles de référence ou si vous connaissez des sites web de qualité traitant du thème abordé ici, merci de compléter l'article en donnant les références utiles à sa vérifiabilité et en les liant à la section « Notes et références ».
Pour plus de détails, voir Fiche technique et Distribution.
Abdul le gros qui roule (Abdul the Bulbul Ameer) est un court métrage d'animation américain réalisé par Hugh Harman et sorti le 22 février 1941.